# Flammodynerus subalaris
Flammodynerus subalaris är en stekelart som först beskrevs av Henri Saussure 1856.  Flammodynerus subalaris ingår i släktet Flammodynerus och familjen Eumenidae. Inga underarter finns listade i Catalogue of Life.